# Velika Dajnica
Koordinati:   43°48′20″N, 15°22′30″E
Velika Dajnica je nenaseljen otoček v Kornatih. Otoček leži okoli 1,2 km jugovzhodno od skrajnega vzhodnega konca otka Žut. Površina otoška meri 0,021 km², dolžina njegovega obalnega pasu je 0,54 km.
Najvišji vrh je visok 14 mnm.